# Ashhour (Bible)
Pour les articles homonymes, voir Assur.
Ashhour est le fils de Hesron dans le verset 2,24 du Premier Livre des Chroniques dans le Texte massorétique. Ashhour est le fils de Caleb fils de Hesron dans le verset 2,24 du Premier Livre des Chroniques dans la Septante.
Il est l'ancêtre des Thécuites.

## Descendance d'Ashhour
Ashhour a deux femmes, Héla et Naara.
Ses enfants nés de sa femme Naara sont Ahouzzam, Épher, Témni et Haahashtari.
Ses enfants nés de sa femme Héla sont Tséreth, Yitsehar, Ethnân et Qots.

## Ashhour et les Thécuites
Ashhour est l'ancêtre, des Thécuites, pasteurs éleveurs de moutons qui vivent dans le désert où est située la ville de Thécua (en),,,.